# Manuel de Figueiredo (cosmógrafo)
Manuel de Figueiredo (Torres Novas, 1568 - 1622?), matemático e cosmógrafo português. Na ausência de João Baptista Lavanha foi interinamente Cosmógrafo-Mor.

## Biografia
Foi discípulo de Pedro Nunes, sendo também ele mestre em Matemática e Cosmografia.
Em Julho de 1608, foi escolhido para quarto cosmógrafo-mor do Reino, cargo que exerceu a nível interino, em substituição do titular, João Baptista Lavanha, devido às longas e frequentes permanências deste último em Espanha. Conhecido pelo seu vasto saber, foi autor de uma valiosa obra científica, que lhe granjeou reputação internacional.
Figueiredo foi autor e editor de obras de caráter científico na área da navegação, abrangendo vários géneros textuais, tais como almanaques ("Chronographya, Repertório dos Tempos", de 1603), roteiros de navegação e regimentos. Na sua obra "Chronographya", incluiu um "Regimento da Estrela do Norte", composto por dezesseis regras. Em 1608, publicou pela primeira vez a "Hydrographia, Exame de Pilotos", na qual adicionou aos conteúdos teóricos na formação dos pilotos diversos roteiros das carreiras portuguesas, produzidos com base nos textos dos pilotos mais antigos, como o roteiro de Vicente Rodrigues. Essa obra teve várias reedições (1609, 1614, 1625 e 1632). Também publicou uma "Tábua de apartamento do Sol ao nascer de Leste, Oeste e ao pôr em qualquer altura", que serviu de modelo para as tábuas de amplitudes futuras, inclusive as utilizadas atualmente.